# Хром и горячая кожа
«Хром и горячая кожа» (англ. Chrome and Hot Leather) — американский художественный фильм в жанре боевика, поставленный режиссёром Ли Фростом и вышедший в 1971 году.

## Сюжет
Накануне возвращения в свой городок зелёный берет Митчелл по прозвищу «Митч» получает известие о том, что его невеста вместе с подругой погибла в результате аварии, устроенной бандой байкеров. Перед смертью она постоянно произносила «дьяволы». Пообщавшись с начальником местной полиции и поняв, что они ничем не могут помочь из-за недостатка улик и людей, Митч решает сам найти виновных. Вместе с тремя боевыми товарищами, купив четыре мотоцикла и переодевшись в косухи, он начинает поиски.

## В ролях
| Актёр           | Роль                                     |
| --------------- | ---------------------------------------- |
| Уильям Смит     | Ти Джей                                  |
| Тони Янг        | «Митч» Митчелл                           |
| Майкл Хайнс     | Кейси                                    |
| Питер Браун     | Эл                                       |
| Марвин Гэй      | Джим Филлипс                             |
| Майкл Стирнс    | Хэнк                                     |
| Ларри Бишоп     | Гейб                                     |
| Кэтрин Бауманн  | Сьюзан                                   |
| Вес Бишоп       | шериф Льюис                              |
| Херб Джеффрис   | Нед                                      |
| Бобби Пикетт    | Вилли                                    |
| Джордж Е. Кэри  | лейтенант Риардон                        |
| Марлэнд Проктор | капитан Барнс                            |
| Шерил Лэдд      | Кэти (под псевдонимом Черри Мур)         |
| Энн Мэри        | Хелен                                    |
| Роберт Риджели  | сержант Мак                              |
| Дэн Хэггерти    | бородатый байкер (в титрах не указан)    |
| Ли Фрост        | продавец мотоциклов (в титрах не указан) |
| Эрик Эстрада    | (в титрах не указан)                     |

## Производство
Съёмки фильма проходили в Калифорнии и в Майами (Аризона).